# China Open 2018 - Qualificazioni singolare femminile
Le qualificazioni del singolare femminile del China Open 2018 sono state un torneo di tennis preliminare per accedere alla fase finale della manifestazione. Le vincitrici dell'ultimo turno sono entrate di diritto nel tabellone principale. In caso di ritiro di una o più giocatrici aventi diritto a queste sono subentrati le lucky loser, ossia le giocatrici che hanno perso nell'ultimo turno ma che avevano una classifica più alta rispetto alle altre partecipanti che avevano comunque perso nel turno finale.

## Teste di serie
1. Ajla Tomljanović (ultimo turno)
2. Yulia Putintseva (qualificata)
3. Kateřina Siniaková (qualificata)
4. Mónica Puig (primo turno)
5. Sorana Cîrstea (ultimo turno, lucky loser)
6. Sofia Kenin (primo turno)
7. Alison Riske (primo turno)
8. Andrea Petković (qualificata)

1. Magda Linette (primo turno)
2. Bernarda Pera (ultimo turno, lucky loser)
3. Lara Arruabarrena (ultimo turno)
4. Tatjana Maria (ultimo turno)
5. Ana Bogdan (primo turno)
6. Monica Niculescu (primo turno)
7. Polona Hercog (qualificata)
8. Sara Sorribes Tormo (ultimo turno)

## Qualificate
1. Dayana Yastremska
2. Yulia Putintseva
3. Kateřina Siniaková
4. Ons Jabeur

1. Polona Hercog
2. Zarina Diyas
3. Katie Boulter
4. Andrea Petković

## Tabellone

### Legenda
| - Q = Qualificato - WC = Wild card - LL = Lucky loser | - ALT = Alternate - SE = Special Exempt - PR = Protected Ranking | - w/o = Walkover - r = Ritirato - d = Squalificato |

### Sezione 1
|  | Primo turno | Primo turno       | Primo turno       | Primo turno | Primo turno |  |  | Ultimo turno | Ultimo turno      | Ultimo turno | Ultimo turno | Ultimo turno |  |
|  |             |                   |                   |             |             |  |  |              |                   |              |              |              |  |
|  | 1           | Ajla Tomljanović  | Ajla Tomljanović  | 6           | 6           |  |  |              |                   |              |              |              |  |
|  |             | Mandy Minella     | Mandy Minella     | 2           | 2           |  |  | 1            | Ajla Tomljanović  | 2            | 6            | 2            |  |
|  |             | Dayana Yastremska | Dayana Yastremska | 6           | 6           |  |  |              | Dayana Yastremska | 6            | 3            | 6            |  |
|  | 13          | Ana Bogdan        | Ana Bogdan        | 2           | 4           |  |  |              |                   |              |              |              |  |

### Sezione 2
|  | Primo turno | Primo turno      | Primo turno      | Primo turno | Primo turno |  |  | Ultimo turno | Ultimo turno     | Ultimo turno     | Ultimo turno | Ultimo turno |  |
|  |             |                  |                  |             |             |  |  |              |                  |                  |              |              |  |
|  | 2           | Yulia Putintseva | Yulia Putintseva | 6           | 6           |  |  |              |                  |                  |              |              |  |
|  | WC          | Xu Yifan         | Xu Yifan         | 4           | 0           |  |  | 2            | Yulia Putintseva | Yulia Putintseva | 7            | 6            |  |
|  |             | Christina McHale | Christina McHale | 7           | 7           |  |  |              | Christina McHale | Christina McHale | 6            | 4            |  |
|  | 9           | Magda Linette    | Magda Linette    | 63          | 5           |  |  |              |                  |                  |              |              |  |

### Sezione 3
|  | Primo turno | Primo turno        | Primo turno        | Primo turno | Primo turno |  |  | Ultimo turno | Ultimo turno       | Ultimo turno       | Ultimo turno | Ultimo turno |  |
|  |             |                    |                    |             |             |  |  |              |                    |                    |              |              |  |
|  | 3           | Kateřina Siniaková | Kateřina Siniaková | 6           | 6           |  |  |              |                    |                    |              |              |  |
|  | WC          | Xun Fangying       | Xun Fangying       | 4           | 3           |  |  | 3            | Kateřina Siniaková | Kateřina Siniaková | 6            | 6            |  |
|  | WC          | Liu Fangzhou       | Liu Fangzhou       | 1           | 4           |  |  | 10           | Bernarda Pera      | Bernarda Pera      | 2            | 4            |  |
|  | 10          | Bernarda Pera      | Bernarda Pera      | 6           | 6           |  |  |              |                    |                    |              |              |  |

### Sezione 4
|  | Primo turno | Primo turno      | Primo turno | Primo turno | Primo turno |  |  | Ultimo turno | Ultimo turno  | Ultimo turno  | Ultimo turno | Ultimo turno |  |
|  |             |                  |             |             |             |  |  |              |               |               |              |              |  |
|  | 4           | Mónica Puig      | Mónica Puig | 3           | 2           |  |  |              |               |               |              |              |  |
|  |             | Ons Jabeur       | Ons Jabeur  | 6           | 6           |  |  |              | Ons Jabeur    | Ons Jabeur    | 6            | 6            |  |
|  |             | Amanda Anisimova | 6           | 2           | 0           |  |  | 12           | Tatjana Maria | Tatjana Maria | 4            | 1            |  |
|  | 12          | Tatjana Maria    | 2           | 6           | 6           |  |  |              |               |               |              |              |  |

### Sezione 5
|  | Primo turno | Primo turno       | Primo turno     | Primo turno | Primo turno |  |  | Ultimo turno | Ultimo turno   | Ultimo turno | Ultimo turno | Ultimo turno |  |
|  |             |                   |                 |             |             |  |  |              |                |              |              |              |  |
|  | 5           | Sorana Cîrstea    | 4               | 6           | 7           |  |  |              |                |              |              |              |  |
|  |             | Varvara Lepchenko | 6               | 4           | 62          |  |  | 5            | Sorana Cîrstea | 6            | 1            | 3            |  |
|  | WC          | Lizette Cabrera   | Lizette Cabrera | 4           | 2           |  |  | 15           | Polona Hercog  | 3            | 6            | 6            |  |
|  | 15          | Polona Hercog     | Polona Hercog   | 6           | 6           |  |  |              |                |              |              |              |  |

### Sezione 6
|  | Primo turno | Primo turno      | Primo turno | Primo turno | Primo turno |  |  | Ultimo turno | Ultimo turno   | Ultimo turno   | Ultimo turno | Ultimo turno |  |
|  |             |                  |             |             |             |  |  |              |                |                |              |              |  |
|  | 6           | Sofia Kenin      | 3           | 6           | 3           |  |  |              |                |                |              |              |  |
|  |             | Heather Watson   | 6           | 4           | 6           |  |  |              | Heather Watson | Heather Watson | 0            | 3            |  |
|  |             | Zarina Diyas     | 7           | 3           | 6           |  |  |              | Zarina Diyas   | Zarina Diyas   | 6            | 6            |  |
|  | 14          | Monica Niculescu | 64          | 6           | 4           |  |  |              |                |                |              |              |  |

### Sezione 7
|  | Primo turno | Primo turno       | Primo turno | Primo turno | Primo turno |  |  | Ultimo turno | Ultimo turno      | Ultimo turno      | Ultimo turno | Ultimo turno |  |
|  |             |                   |             |             |             |  |  |              |                   |                   |              |              |  |
|  | 7           | Alison Riske      | 6           | 3           | 2           |  |  |              |                   |                   |              |              |  |
|  |             | Katie Boulter     | 4           | 6           | 6           |  |  |              | Katie Boulter     | Katie Boulter     | 6            | 6            |  |
|  |             | Caroline Dolehide | 6           | 4           | 4           |  |  | 11           | Lara Arruabarrena | Lara Arruabarrena | 3            | 2            |  |
|  | 11          | Lara Arruabarrena | 4           | 6           | 6           |  |  |              |                   |                   |              |              |  |

### Sezione 8
|  | Primo turno | Primo turno         | Primo turno     | Primo turno | Primo turno |  |  | Ultimo turno | Ultimo turno        | Ultimo turno | Ultimo turno | Ultimo turno |  |
|  |             |                     |                 |             |             |  |  |              |                     |              |              |              |  |
|  | 8           | Andrea Petković     | Andrea Petković | 6           | 6           |  |  |              |                     |              |              |              |  |
|  |             | Zhu Lin             | Zhu Lin         | 1           | 4           |  |  | 8            | Andrea Petković     | 4            | 6            | 6            |  |
|  |             | Jennifer Brady      | 65              | 6           | 1           |  |  | 16           | Sara Sorribes Tormo | 6            | 1            | 4            |  |
|  | 16          | Sara Sorribes Tormo | 7               | 2           | 6           |  |  |              |                     |              |              |              |  |